# الموسنة (جبلة)

تعديل مصدري - تعديل

الموسنة محلة تابعة لقرية حجر كومرة، التابعة لعزلة الشراعي بمديرية جبلة إحدى مديريات محافظة إب في الجمهورية اليمنية، بلغ تعداد سكانها 35 حسب تعداد اليمن لعام 2004.